# راغوناتپور
راغوناتپور (به انگلیسی: Raghunathpur) یک منطقهٔ مسکونی در هند است که در Raghunathpur subdivision واقع شده‌است. راغوناتپور ۱۲٫۹۵ کیلومتر مربع مساحت و ۲۵٬۹۳۲ نفر جمعیت دارد و ۱۵۵ متر بالاتر از سطح دریا واقع شده‌است.